# المختار ولد داهي
المختار ولد داهي (مواليد 1970 في مدينة كرو وسط موريتانيا) سياسي ووزير موريتاني، يشغل منصب وزير التهذيب الوطني وإصلاح النظام التعليمي منذ 2023. سبق له أن شغل منصب وزير الثقافة والشباب والرياضة والعلاقات مع البرلمان (والناطق الرسمي باسم الحكومة وقتها)، ثم وزيرا للصحة، وكان قد دخل في أول تعديل وزاري أُجري على حكومة محمد ولد بلال التي كانت الحكومة الثانية في عهد الرئيس محمد ولد الغزواني.